# Гинунгагап
Гинунгагап е понятие от скандинавската митология. Представлява първичната празнина, в която живее великият дух на света Фимбултир. Когато по-късно по негова воля са създадени Нифелхайм - светът на леда и мъглата и Муспелхайм - светът на огъня, потоците, които излизат от тях се вливат в Гинунгагап. Хилядолетие след хилядолетие там се трупа лед от Нифелхайм, но постепенно огънят от Муспелхайм разтапя леда. От капките вода се образува великан, наречен Имир, а след известно време и кравата Аудумла. Кравата разтапя с дъха си леда и оттам излиза Бури - следващото живо същество. Той не е от расата на великаните. Неговият син е наречен Бур. Бур и една от дъщерите на Имир създават тримата богове — Один, Вили и Ве.
Скоро между синовете на Имир и боговете избухва война за надмощие. Накрая боговете побеждават и убиват Имир. Кръвта му изпълва Гинунгагап и боговете удавят в нея великаните. Само един великан – Бергелмир се спасява, заживява в Нифелхайм с жена си и продължава рода на великаните в ледената пустош.
От тялото на Имир боговете създават Мидгард – земята. От черепа му правят небесния свод, от кръвта му – океана, а от плътта му – джуджетата, които копаят в търсене на метали. Боговете насочват излитащите от Муспелхайм искри и от тях правят Слънцето, Луната и звездите.